# Sulki (pojazd konny)

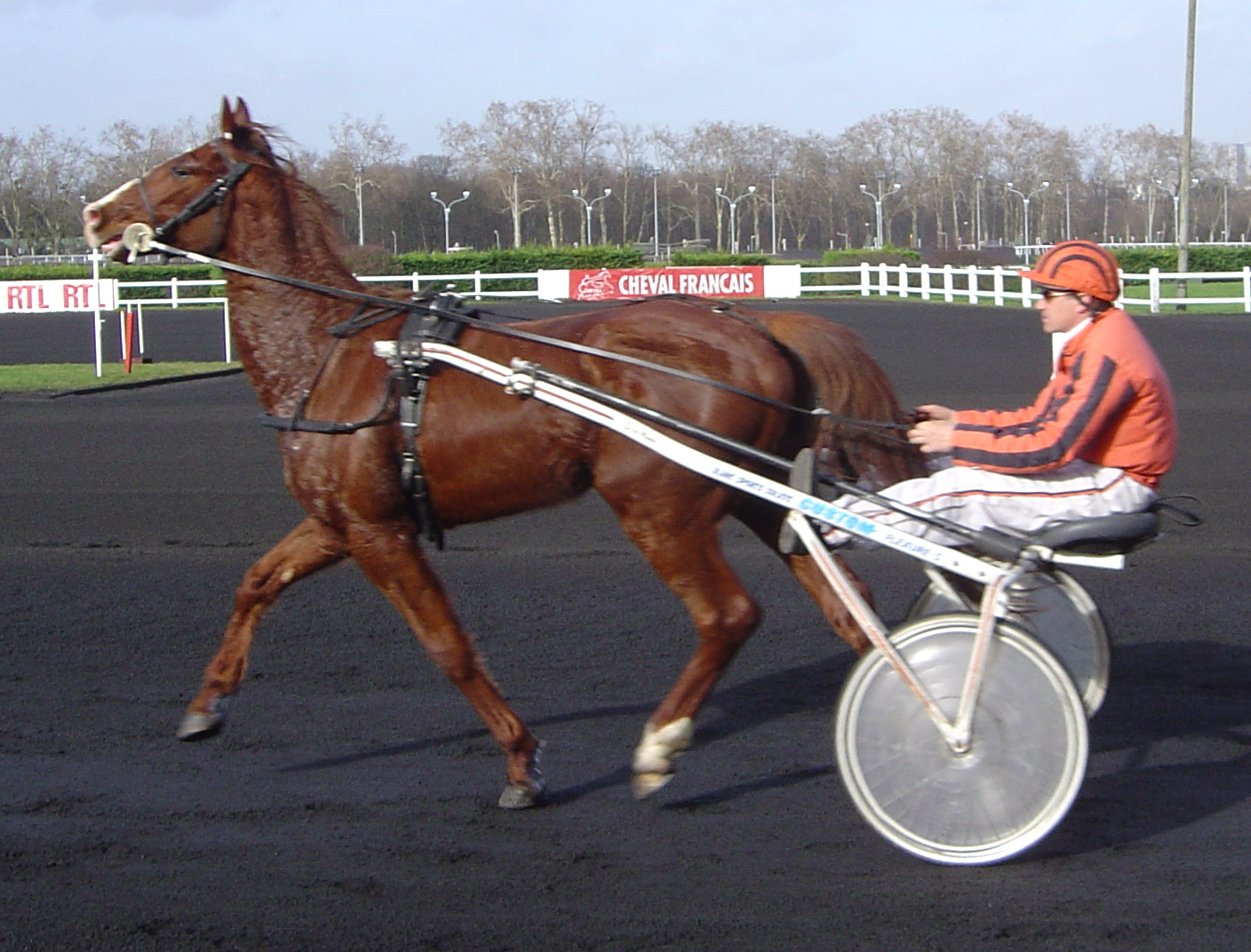
Sulki ciągnięty przez kłusaka

Sulki lub Sulky – odkryty dwukołowy, lekki pojazd zaprzęgowy, ciągnięty przez kłusaka. Pierwsze sulki skonstruowano w 1893 w USA. Początkowo używali ich farmerzy jako środka transportu. W Anglii od XIX wieku stosowany do wyścigów kłusaków w zaprzęgu.
Pierwotnie drewniany, współcześnie pojazd wykonany jest z aluminium, ma niewielką masę. Woźnica siedzi z tyłu na mocno wysuniętym siedzisku.
Obecnie sulki stosowane są podczas wyścigów kłusaków na dystansach: 1600, 2100 i 2650 metrów. 
Sulki używany jest też do trenowania młodych koni wyścigowych.